# Jorunn Svensk
Jorunn Irene Svensk, född 2 augusti 1953, är en svensk operasångerska och lärare.
Svensk växte upp i Linköping och sjöng i tidig ålder i kyrkan. Därefter sjöng hon i rockband och dansband innan hon började på musiklinjen på Vadstena folkhögskola. Därefter läste hon på Operahögskolan vid Göteborgs universitet innan hon på 1980-talet debuterade på Musikteatern i Värmland med huvudrollen i folklustspelet Värmlänningarna.  Senare blev hon solist på Kungliga Operan där hon spelade Nattens drottning i Trollflöjten. Efter att ha drabbats av scenskräck skolade hon om som folkhögskolelärare.